# Športni turizem
Športni turizem je posebna alternativna oblika turizma, ki turiste spodbuja k vadbi, treniranju ali sodelovanju v športnih igrah. Športni turizem lahko poimenujemo tudi kot turizem sprostitve ali rekreacije. Turizem in šport sta medsebojno povezana in se dopolnjujeta. Šport - kot poklicna, ljubiteljska ali rekreativna dejavnost - vključuje veliko potovanj, ki omogočajo tekmovanja na različnih destinacijah in državah. Veliki športni dogodki, kot so olimpijske igre, svetovna prvenstva, nogomet in tenis, so postali močne in pomembne turistične atrakcije, ki pozitivno prispevajo k turistični podobi destinacije gostiteljice.
UNWTO je športni turizem opisal kot: »Športni turizem je vrsta turistične dejavnosti, ki se nanaša na potovalno izkušnjo turista, ki bodisi opazuje kot gledalec, bodisi aktivno sodeluje v športnem dogodku, ki običajno vključuje komercialne in nekomercialne dejavnosti tekmovalne narave. Športni turizem je eden najhitreje rastočih sektorjev v turizmu. Vse več turistov se med potovanji zanima za športne aktivnosti, ne glede na to, ali je šport glavni cilj potovanja ali ne.«  

## Prednosti športnega turizma
- Spodbujanje lokalnega gospodarstva (neposredna poraba, povezana z uporabo športnih objektov in storitev; potrošniška in javna poraba za blago in storitve; možnosti zaposlitve in davčni prihodek),
- Izboljšanje podobe območja,
- Zagotavljanje zabave, možnost učenja in sodelovanja v prireditvenih ter organizacijskih dogodkih,
- Prizadevanje za boljšo kvaliteto življenja.[4]

## Športni turizem v številkah
Industrija športnega turizma se je v zadnjih letih močno povečala. V letu 2016 je bila industrija športnega turizma vredna 1,41 bilijona dolarjev in ta številka naj bi se do leta 2021 povečala na približno 5,72 bilijona dolarjev, kar predstavlja kar 41% rast v samo štirih letih.
Športni turizem predstavlja pomemben del celotne turistične panoge. Nekateri trdijo, da ta številka znaša kar 25%, kar pomeni, da je četrtina celotnega turizma na svetu povezana s športom.

## Oblike športnega turizma
- MNOŽIČNI TURIZEM: Za igre množičnega turizma se med drugimi smatrajo elitni športi (jahanje, tenis, golf idr.),
- POHODNIŠKI TURIZEM: Hoja je šport, ki je dostopen vsem turistom in ne zahteva nobenega posebnega znanja ali sposobnosti,
- GORNIŠTVO,
- SMUČARSKI TURIZEM,
- ŠPORTNI TURIZEM NA PODEŽELSKIH OBMOČJIH: Npr. splavarjenje, skoki s padalom idr.,
- LOV, JAHANJE KONJ IN KOLESARJENJE: so posebne skupine turizma, saj zahtevajo telesne zmožnosti in so povezane s precejšnjimi stroški,
- OBALNI TURIZEM: Sem spadajo športi, kot so smučanje na vodi, plavanje, deskanje na vetru, vožnja s kanujem, jet ski, potapljanje idr.,
- MORSKI TURIZEM: Sem spada potapljanje, tekmovanja v jadranju, deskanje na vetru idr.[1]

## Največji športni dogodki na svetu
1. Olimpijske igre: Moderne olimpijske igre, ki so jih navdihnili stari Grki, potekajo od leta 1896. Toda v resnici so se igre v takšni ali drugačni obliki igrale že dolgo pred tem datumom. Olimpijada je največji, najbolj znan in najbolj priljubljen mednarodni športni dogodek. Vsebuje poletna in zimska športna tekmovanja, ki potekajo vsaka štiri leta. Tako kot mnogi drugi pomembnejši športni dogodki tudi olimpijske igre vsakokrat potekajo na drugi lokaciji. V olimpijskih igrah sodeluje na tisoče športnikov z vsega sveta, ki tekmujejo v različnih športnih panogah. Na prireditvi sodeluje več kot 200 držav.[5]
2. Svetovno prvenstvo v nogometu: Svetovni nogometni pokal, znan uradno kot svetovni pokal FIFA, je mednarodni nogometni turnir, ki poteka na vsaka štiri leta. Nogometna zveza »Fédération Internationale de Football (FIFA)« je svetovno upravno telo športa. Ekipe morajo najprej opraviti kvalifikacijsko fazo, ki poteka v preteklih treh letih. Po tem se na turnirju potegujejo 32 ekip, vključno s samodejno kvalificiranim gostiteljskim narodom. Turnir svetovnega pokala običajno traja približno en mesec.[5]
3. The Super Bowl: Super Bowl je letno prvenstvo Nacionalne nogometne lige (NFL). V Združenih državah Amerike je to najbolj priljubljen dogodek športnega turizma v letu.[6]
4. UEFA Liga prvakov: Je najprestižnejše in medijsko najodmevnejše klubsko nogometno tekmovanje v Evropi v organizaciji Evropske nogometne zveze (UEFA), ki poteka od leta 1955. Finale lige prvakov v sezoni 2012–13 je bila najbolj gledana liga prvakov, kot tudi najbolj gledani letni športni dogodek po vsem svetu v letu 2013, saj si ga je ogledalo 360 milijonov televizijskih gledalcev.[7]
5. Wimbledon: Wimbledon, je najstarejši teniški turnir na svetu. Od leta 1877 Wimbledon vsako leto poteka v klubu All England v Wimbledonu, na obrobju Londona. Tenis se igra na zunanjih travnatih igriščih. Wimbledon je eden izmed štirih teniških turnirjev za Grand Slam, preostali trije so Australian Open, US Open in Roland Garros.[5]

## Športni turizem v Sloveniji
Eva Štravs Podlogar navaja : »Poglejte, samo pozimi imamo v štirih mesecih osem svetovnih pokalov. Sloveniji ne manjka izjemnih prizorišč, organizacijskega znanja za pripravo tekmovanj in priprav imamo res veliko. Če k temu prištejemo še športnike svetovnega kova, ki so vrhunski ambasadorji naše države, lahko rečemo, da se kar znamo iti športni turizem.«
Zmnožnosti za izvajanje športnega turizma v Sloveniji so izjemne, saj se posameznikom nudi velik nabor športnih aktivnostih, ki jih lahko izvaja. Sem spadajo;
- GORE (planinarjenje, pohodništvo, alpinizem, prosto plezanje, smučanje, gorsko kolesarjenje, padalstvo, zmajarstvo in lov),
- REKE (soteskanje, raftanje, kanuistika, kajakaštvo, splavarjenje in ribištvo),
- JEZERA (deskanje, čolnarjenje, plavanje in ribištvo),
- KRAŠKI SVET (raziskovanje, jamarstvo in popotništvo),
- MORJE (vrsta vodnih športov),
- ZELENI ŠPORT (golf, tenis, kolesarstvo, balonarstvo, letalstvo, lov in jahanje).[1]

Rekreativni turizem ima v Sloveniji pomembne prednosti zaradi izjemne koncentracije naravnih različnosti (gorništvo, rafting, padalstvo, kolesarjenje, popotništvo, deskanje, jahanje, lov, itd.)

## Največje športne prireditve v Sloveniji
1. Finale svetovnega pokala v smučarskih poletih-Planica: Planica, največji slovenski športni praznik, gosti najboljše skakalce sveta. Dolina pod Poncami vabi največje junake smučarskih poletov že desetletja. Neustrašni skakalci vedno znova postavljajo nove mejnike v smučarskih skokih in poletih.[9]
2. Zlata Lisica: Vznemirjenje ob nastopu najboljših slalomistk in veleslalomistk sveta zajame prav vsakega od približno 20.000 gledalcev, ki pridejo navijat v ciljno areno Snežnega stadiona pod Mariborskim Pohorjem.[10]
3. Pokal Vitranc: Je vsakoletno tekmovanje v alpskem smučanju za moške v Kranjski Gori. Tekmovanje za pokal Vitranc spada med tako imenovane klasične, tradicionalne prireditve, ki so vsako leto znova na sporedu tekmovanja za svetovni pokal v času, ko je smučarska sezona na vrhuncu.[11]
4. Svetovni pokal v biatlonu-Pokljuka
5. Slovenia Open: Največji teniški turnir v Sloveniji ATP Challenger Zavarovalnica Sava Slovenia Open v Portorožu.[12]
6. Tour of Slovenia: Kolesarska dirka Po Sloveniji je največji kolesarski dogodek na Slovenskem, ki ga iz leta v leto spremlja več ljudi, tako ob progi kot tudi preko medijev. Prva »slovenska pentlja« je bila organizirana v maju leta 1993, le leto dni po tem, ko je Kolesarska zveza Slovenije postala polnopravna članica mednarodne kolesarske zveze UCI, kolesarska dirka Po Sloveniji pa je dobila svoje mesto na mednarodni kolesarski sceni.

## Pomen športa v turizmu
- PODALJŠANJE TURISTIČNE SEZONE:  -večja zasedenost nastanitvenih kapacitet  -dodaten promet v prehrambenih gostinskih obratih
- PROMOCIJA DESTINACIJE:  -poročanje o športnih dogodkih  -spremljanje športnih zvezdnikov
- ODPIRANJE NOVIH DEJAVNOSTI IN DELOVNIH MEST:  -športni animatorji  -trgovine s športno opremo  -servis športne opreme in rekvizitov  -telovadnice in fitnesi